# Ніжинський завод сільськогосподарського машинобудування
Ніжинський завод сільськогосподарського машинобудування — підприємство сільськогосподарського машинобудування.
Основним напрямом діяльності ПрАТ «Ніжинський завод сільськогосподарського машинобудування» є розробка, серійний випуск та реалізація технологічного устаткування для птахівництва.
Підприємство випускає завантажувачі сухих кормів на базі шасі автомобілів різних модифікацій та причіпні завантажувачі, опановано виготовлення енергозбережного клітинного устаткування для утримання курей-несучок, вирощування ремонтного молодняка курей-несучок, утримання батьківського стада курей-несучок, устаткування для утримання і вирощування перепелів, устаткування для підлогового вирощування бройлерів, устаткування для відгодівлі свиноматок, устаткування для відгодівлі молодняка свиней.

## Керівництво

### Голова правління
- Коробко Володимир Юрійович

### Начальники відділів
- Костенко Анатолій Якович
- Галич Тетяна Володимирівна
- Грищенко Володимир Іванович
- Домашенко Іван Павлович

## Історія
Підприємство створене 10 вересня 1926 року в Ніжині на базі механчних майстерень з виготовлення возів. В 1928 році механічні майстерні були перейменовані на Ніжинський обозний завод.
В травні 1959 року завод було перейменовано на Ніжинський машинобудівний завод. У 1970 році завод перейменували на завод сільськогосподарського машинобудування «Ніжинсільмаш».
В 1978 році виготовлені перші комплекси обладнання для утримання курей-несучок в триярусних кліткових батареях БКН-3, які за своїм технічним рівнем перевершували найкращі закордонні аналоги. У 1980 році заводом опановано виробництво завантажувачів сухих кормів ЗСК-Ф-10, ЗСК-Ф-15 на шасі автомобілів ЗіЛ і Камаз, від 1998 року на шасі автомобілів КрАз, а від 2004 року й на шасі МАЗ, а також причепниз завантажувачів до колісних тракторів.
Розквіт заводу припав на 1980—1990 роки протягом яких до господарств птахівництва, а також на експорт було поставлено 6111 комплексів клітинного устаткування, 26439 комплексів обладнання для підлогового утримання молодняку й дорослого поголів'я курей, індичок, гусей та качок.
У жовтні 1999 року підприємство перетворене на відкрите акціонерне товариство «Ніжинський завод сільськогосподарського машинобудування».
У 2002 році виготовлені перші комплекси обладнання для підлогового вирощування бройлерів ОПБ-1 і ОПБ-2, які за своїм технічним рівнем перевершували найкращі закордонні аналоги.
Від 2003 року підприємство переорієнтувалося на виготовлення клітинного обладнання нової генерації в розробці якого колективом СКБ підприємства враховані найкращі світові тенденції та досвід:
- клітинне обладнання призначене для утримання курей-несучок промислового стада на 3—6 ярусів моделі ОКН
- клітинне обладнання призначене для вирощування курчат і ремонтного молодняку курей-несучок на 3—5 ярусів моделі ОАРМ
- клітинне обладнання призначене для утримання батьківського стада курей-несучок на 2—3 яруси моделі ОКБП
- клітинне обладнання призначене для утримання промислового стада перепелів на 4—6 ярусів моделі ОКП

У 2007 році на підприємстві була впроваджена система управління якістю ДСТУ ISO 9001-2001

## Продукція
- Комплекси с/г обладнання
- Завантажувачі сухих кормів
- Устаткування для птахоферм
- Засоби малої механізації для сільського господарства
- Запчастини для сільгоспмашин
- Запчастини для автомобілів
- Товари народного споживання